# Nowa Haleschtschyna
Nowa Haleschtschyna (ukrainisch Нова Галещина; russisch Новая Галещина Nowaja Haleschtschyna) ist eine Siedlung städtischen Typs im Süden der ukrainischen Oblast Poltawa mit etwa 2200 Einwohnern (2014).

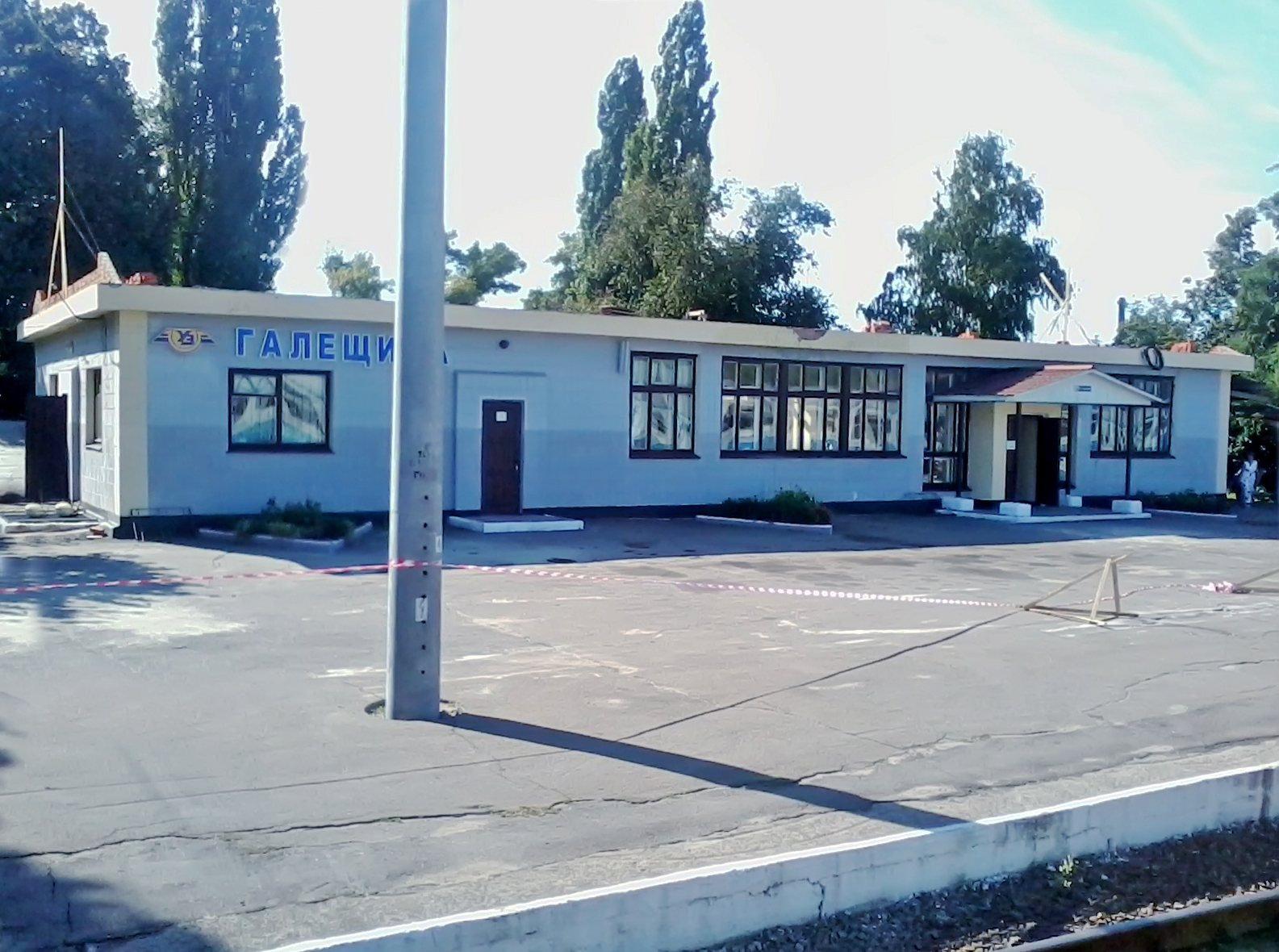
Bahnhof im Ort

Die Anfang des 18. Jahrhunderts gegründete Ortschaft erhielt 1968 den Status einer Siedlung städtischen Typs.

## Geographie
Nowa Haleschtschyna liegt im Rajon Krementschuk an der Bahnstrecke Borschtschi–Charkiw und nahe der Fernstraße M 22 32 km nordöstlich von Krementschuk sowie 10 km südwestlich vom ehemaligen Rajonzentrum Koselschtschyna. Das Oblastzentrum Poltawa liegt 82 km nordöstlich von Nowa Haleschtschyna.

## Verwaltungsgliederung
Am 19. September 2016 wurde die Siedlung zum Zentrum der neugegründeten Siedlungsgemeinde Nowa Haleschtschyna (Новогалещинська селищна громада/Nowahaleschtschynska selyschtschna hromada). Zu dieser zählten auch die 7 Dörfer Bondari, Horbani, Ostapzi, Saruddja, Rewiwka, Wassylenky und Welyka Besuhliwka, bis dahin bildete sie zusammen mit den Dörfern Horbani und Welyka Besuhliwka die gleichnamige Siedlungsratsgemeinde Nowa Haleschtschyna (Новогалещинська селищна рада/Nowahaleschtschynska selyschtschna rada) im Südwesten des Rajons Koselschtschyna.
Am 12. Juni 2020 noch die 9 in der untenstehenden Tabelle aufgelisteten Dörfer zum Gemeindegebiet.
Am 17. Juli 2020 kam es im Zuge einer großen Rajonsreform zum Anschluss des Rajonsgebietes an den Rajon Krementschuk.
Folgende Orte sind neben dem Hauptort Nowa Haleschtschyna Teil der Gemeinde:
| Name                     | Name              | Name                                     |
| ukrainisch transkribiert | ukrainisch        | russisch                                 |
| ------------------------ | ----------------- | ---------------------------------------- |
| Bondari                  | Бондарі           | Бондари                                  |
| Butenky                  | Бутенки           | Бутенки (Butenki)                        |
| Hajowe                   | Гайове            | Гаевое (Gajewoje)                        |
| Horbani                  | Горбані           | Горбани (Gorbani)                        |
| Jossypiwka               | Йосипівка         | Йосиповка (Jossipowka)                   |
| Knyschiwka               | Книшівка          | Кнышовка (Knjaschowka)                   |
| Oleksandriwka            | Олександрівка     | Александровка (Aleksandrowka)            |
| Ostapzi                  | Остапці           | Остапцы (Ostapzy)                        |
| Pisky                    | Піски             | Пески (Peski)                            |
| Rewiwka                  | Ревівка           | Ревовка (Rewowka)                        |
| Saruddja                 | Заруддя           | Зарудье (Sarudje)                        |
| Trudowyk                 | Трудовик          | Трудовик (Trudowik)                      |
| Wassylenky               | Василенки         | Василенки (Wassilenki)                   |
| Wassyliwka               | Василівка         | Василевка (Wassilewka)                   |
| Welyka Besuhliwka        | Велика Безуглівка | Великая Безугловка (Welikaja Besuglowka) |
| Wyschnjaky               | Вишняки           | Вишняки (Wischnjaki)                     |